# 芳冰川
芳冰川（英語：Fang Glacier），是南極洲的冰川，位於羅斯島，流經芳嶺西部，分隔埃里伯斯火山的火山口，由英國探險隊繪入地圖，現時由南極條約體系管理。